# さらちよみ
さらち よみ（11月12日 - ）は、日本の漫画家、イラストレーター。血液型はA型。

## 作品リスト

### 漫画

#### 連載
- STEINS;GATE（『月刊コミックアライブ』、原作：5pb.×ニトロプラス）
- ヒのカグツチ（『電撃マオウ』、アスキー・メディアワークス）
- マーメイド・ボーイズ（『ARIA』、講談社）

#### 読み切り
- 晴明ですが何か？（『ARIA』、講談社）
- リトルヘクセ（『電撃マオウ』、アスキー・メディアワークス）
- 陣内家は肉食女子家計（『サマーウォーズ 公式コミックアンソロジー』、角川書店）

### イラスト
小説挿画
- 革命皇女 doll★llob（『一迅社文庫アイリス』、原作：いわなぎ一葉）
- カナクのキセキ（『富士見ファンタジア文庫』、原作：上総朋大）
- カミオロシ（『電撃文庫』、原作：御堂彰彦）
- 時計塔の怪盗（『一迅社文庫アイリス』、原作：梨沙）
- 平安鬼姫草子（『電撃文庫』、原作：黒狐尾花）
- 藤陵学院の花嫁（『角川ビーンズ文庫』、原作：西本紘奈）
- イノセント・スター（『B's-LOG文庫』、原作：小野上明夜）
- アルカナ・ファミリア（『フィリア文庫』、著者：渡海奈穂）
- 放課後の魔法戦争（『電撃文庫』、原作：鈴木鈴）
- ブラッディ・ウェポンズ（『ダッシュエックス文庫』、原作：築地俊彦）
- @バスルーム（『富士見L文庫』、原作：川上亮）
- ハロー・デッドライン（『カドカワBOOKS』、原作：高坂はしやん）
- 賢者の剣（『ヒーロー文庫』、原作：陽山純樹）
- 双血の墓碑銘（『ガガガ文庫』、原作：昏式龍也）
- 悪役令嬢と悪役令息が、出逢って恋に落ちたなら 〜名無しの精霊と契約して追い出された令嬢は、今日も令息と競い合っているようです〜（『GAノベル』、原作：榛名丼）

その他
- 週刊新マンガ日本史 第10号 安倍晴明（朝日新聞出版）
- ダンガンロンパ 希望の学園と絶望の高校生 The Animation 電撃コミックアンソロジー（『電撃コミックスEX』）
- 刀剣乱舞-ONLINE-アンソロジーコミック〜刀剣男士幕間劇〜（『Gファンタジーコミックス』）[2]
- 刀剣乱舞-ONLINE-アンソロジー〜出陣〜（『B's-LOG COMICS』）[3]
- KING OF PRISM by PrettyRhythm 電撃コミックアンソロジー（『シルフコミックス』）

### アニメ
- Lostorage incited WIXOSS（2016年）キャラクター原案
- WAVE!!〜サーフィンやっぺ!!〜（2020年）キャラクター原案

### ゲーム
- DEAR My SUN!!〜ムスコ★育成★狂騒曲〜（ディースリー・パブリッシャー）キャラクターデザイン・原画
- アルカナ・ファミリア -La storia della Arcana Famiglia-（HuneX）キャラクターデザイン・原画
- 文明開華 葵座異聞録（フリュー）キャラクターデザイン
- OGA鬼ごっこロワイヤル　ハンターは孤島で恋をする（オトメイト）キャラクターデザイン
- POSSESSION MAGENTA（COMFORT、HuneX）キャラクターデザイン・原画・企画原案
- マジカルデイズ the Brats’s Parade（サイバード） メインキャラクターデザイン
- Tlicolity Eyes（オトメイトｘフロンティアワークス）キャラクターデザイン・原画

### 画集
- さらちよみイラスト集 LOVING（KADOKAWA/アスキー・メディアワークス）